# 鈴木結女
鈴木 結女（すずき ゆめ、1969年4月22日 -  ）は東京都出身の女性シンガーソングライター。既婚。

## 来歴
1991年、大学3年の年にヴァージン・ジャパン初の女性アーティストとしてアルバム『自分の色』でデビュー。
1995年、アニメ『NINKU -忍空-』のオープニングテーマ「輝きは君の中に」がヒットし、日本レコード協会「ゴールドディスク賞」を受賞。
1998年、結婚。
1999年、夫の仕事の関係でアメリカ合衆国ペンシルベニア州のピッツバーグに移住し、以後は音楽活動を休止。
2000年、ピッツバーグにて男児を出産。
2002年 - 2010年、カナダ・トロント市、アメリカ合衆国・カリフォルニア州サンディエゴ市に居住。
2010年、帰国。Sound Horizonのアルバム『Märchen』にサポートメンバーとして参加。12月 - 1月に行われたコンサートツアーにも全日程出演。
2011年、沼津港深海水族館〜シーラカンスミュージアムの「深海の光」ブースにイメージ曲「〜QUEST〜」を提供。同水族館のCD『DEEPEST』に収録。
2012年8月にアニメソングのライブイベント「ANIME JAPAN FES」に出演、『NINKU -忍空-』関連の楽曲を披露。
2012年9月19日にオリジナル作品としては14年ぶりのミニ・アルバム『ZERO』をテイチクエンタテインメントよりリリース。10月8日に渋谷DUO MUSIC EXCHANGEにてワンマンライブを開催。
2013年12月24日、作詞・作曲を鈴木が、編曲を高橋圭一が担当する音楽プロジェクト「Ninth Innocence（ナインスイノセンス）」としての活動を発表。
2015年4月22日にマキシシングル『Birth』をキングレコードよりリリース。4月22日に新宿ReNYにてワンマンライブを開催。
2016年12月14日、Ninth Innocence名義での1stアルバム『Eternal Dimensions』を発売。
2018年より洗足学園音楽大学声優アニメソングコース・歌唱講師となる。この講師の仕事をつないだのは堀江美都子だった。
2019年11月20日、コマラジにて「Cafe Milky Way」のパーソナリティを天川祐と共に務める。

## 人物
- 現在のような低い声に変ったのは中学2年生になった時との事。
- 11歳年上の兄がおり、自身のデビューのきっかけは兄の結婚式で一曲歌ったところ同席していた業界関係者に「変な声だね!!」って言われた事。
- 自分の作った変な曲を披露したい為に学生時代にコミックバンドを組んでいた。自身はキーボードをやりたかったが、当時の友人に「あんたその声とキャラでキーボードはないよね!絶対に前でオラオラやった方がいい!」と言われたり押されたりしたのがきっかけでボーカルを担当した。
- 好きなアーティストはマイケル・ジャクソンで、中学2年生の時にスリラーを聴いたことがきっかけで作詞・作曲を始めた。[7]
- 甥に「お魚王子」こと鈴木香里武がいる。
- 紀宮清子内親王（現：黒田清子）とは学習院初等科時代からの同級生で友人。
- 元Mi-Keの渡辺真美は親友である。
- 鈴木の楽曲は大半が「君」「僕」と中性的な一人称や代名詞で表記される事が多い。

## ディスコグラフィー

### シングル
1. 『PART OF LIFE』（1991年10月21日） - フジテレビ系『北野ファンクラブ』エンディングテーマ
2. 『出逢いのとき』（1992年6月19日） - フジテレビ系ドラマ『明るい家庭のつくり方』オープニングテーマ
  - C/W「FACE」 - フジテレビ系『FNN NEWSCOM』エンディングテーマ
3. 『It's My Life』（1992年10月21日） - 1992年JリーグヤマザキナビスコCUPイメージソング
4. 『土曜日の落書き』（1993年2月3日） - フジテレビ系『ウッチャンナンチャンのやるならやらねば!』エンディングテーマ
  - C/W「二人の風」 - トヨタ「サイノス」TV-CFイメージソング
5. 『STYLE』（1993年6月18日） - フジテレビ系『ピロピロ』エンディングテーマ
6. 『BORDERLESS』（1993年10月21日） - フジテレビ系『なるほど!ザ・ワールド』エンディングテーマ
  - C/W「君のことを忘れない」 - サンウェル「ハーブキャンディ」イメージソング
7. 『セピアの帰り道』（1994年3月18日）
8. 『Energetic Love』（1994年6月17日） - 宮崎シーガイアTV-CFイメージソング
9. 『輝きは君の中に』（1995年2月1日・5月19日）  -アニメ『NINKU -忍空-』オープニングテーマ
  - C/W「それでも明日はやってくる」 - アニメ『NINKU -忍空-』第1期エンディングテーマ
10. 『空の名前』（1995年8月19日・9月21日） - アニメ『NINKU -忍空-』第2期エンディングテーマ
11. 『それぞれの明日へ』（1996年2月7日） - アニメ『NINKU -忍空-』第3期エンディングテーマ
12. 『PARTY NITE』（1997年1月22日）
13. 『I Can Tell You Why』（1997年6月21日）
14. 『CLOSE TO YOU』（1997年12月5日） - 岩井俊二監督作品『GHOST SOUP』挿入歌
15. 『夜明けのうた』（1998年2月10日） - チュンソフト 『街 〜運命の交差点〜』主題歌
16. 『みかづき』（1998年8月21日）
17. 『Birth』（2015年4月22日） - キングレコードよりリリース。5曲入りだがシングルの扱いとなっている。

### アルバム
- 『超機動伝説ダイナギガ オリジナルサウンドトラック』（1998年9月23日発売）
- 『セガサターンヒストリー VOCAL コレクション セガサターン発売10周年記念盤』
- 『決定盤「NINKU-忍空-」アニメ主題歌&キャラソン大全集+BGM集』（2016年2月17日）-忍空の主題歌だった「輝きは君の中に」「それでも明日はやってくる」「空の名前」「それぞれの明日へ」が収録されている。

## 出演

### テレビ
- レトロテレビ フレッシュ '76（東海テレビ、1995年11月 - 1996年5月）

### ラジオ
- ミッドナイトスペシャル 〜 鈴木結女・MIDNIGHT CRUISING（FM仙台、木曜 25：00 - 25：50、1991年4月 - 9月）
- MUSIC GUMBO（FM802、日曜 22：00 - 24：00、1991年4月 - 1992年3月）
- ユー・メイ・ドリーム（FM横浜、火曜 22：00 - 24：00、1991年4月 - 1992年9月）
- PURE SOUND STUDIO（TOKYO FM、金曜 17：30 - 20：00、1992年4月 - 1995年3月）
- MY SWEET MONSTERS（bayfm、日曜 19：00 - 20：00、1993年4月 - 9月）
- MUSIC PULSE ON TOKYO BAY（bayfm、木曜 25：00 - 26：00、1993年10月 -　1995年3月）
- K-MIX ジャングル・ジャングル（K-MIX、水曜 18：30 - 22：00、1996年4月 - 1997年3月）
- スターシップ・パーティー（K-MIX、月曜 20：30 - 21：30、1997年4月 - 1998年3月）
- Music Insurance 〜音楽は心の保険〜（bayfm、日曜 23：30 - 24：25、2013年4月 - 2017年3月）
- Cafe Milky Way（コマラジ、毎月第2水曜 20:00 - 20:55、2019年11月20日 - ）

## その他
- チュンソフト 『街 〜運命の交差点〜』
  - ゲーム内で「夜明けのうた」のオリジナルバージョンのMVが流れ、ゲームのエンディングでは「One and Only」が使用されている。

- Sound Horizon 『7th Story CD「Märchen」』
  - アルバム内の楽曲、「硝子の棺で眠る姫君」及び「薔薇の塔で眠る姫君」で王子役として歌唱している。